# Martina Moliis-Mellberg
Martina Moliis-Mellberg, född 1984 i Ekenäs, är en finlandssvensk författare och litteraturvetare, bosatt i Malmö. Moliis-Mellberg har utbildat sig på utbildningen för Litterärt skapande vid Åbo Akademi samt på Biskops-Arnös författarskola i Sverige, hon skriver främst prosalyrik. Moliis-Mellberg debuterade 2015 med det egna prosalyrikverket A, som består av tre prosalyriska sviter som påminner om kortfilmer.

## Priser och utmärkelser
- ArvidMörne-priset 2010 (dikter)
- ArvidMörne-priset 2013 (noveller)